# نفط
النِّفْطُ مادّة طبيعية تستخرج من التكوينات الجيولوجية في جوف الأرض، والتي قد تتجمّع فيها عبر عملية تحوّل بطيئة للمواد العضوية دامت عصورا وحقبات طويلة نسبيا. يعرّف النفط كيميائيا أنّه مزيج معقّد من الهيدروكربونات؛ وهو يختلف في مظهره ولونه وتركيبه بشكل كبير حسب مكان استخراجه؛ ويعدّ من الخامات الطبيعية، وعندما يستخرج من تحت سطح الأرض يسمّى أيضاً نفط خام. يخضع النفط الخام لاحقا إلى عملية تكرير للحصول على أنواع مختلفة من المنتجات النفطية؛ أي تجرى عليه تقنياً عملية تقطير بالتجزئة تمكّن من فصله إلى مجموعة من المزائج تتمايز فيما بينها بتدرّجات نقطة الغليان في برج التقطير؛ وتدعى تلك المجموعات عادة باسم «قَطَفَات». يصنّف النفط من أنواع الوقود الأحفوري، وذلك بسبب تشكّله تحت طبقات الأرض العميقة من كمّيات كبيرة من الكائنات المندثرة (الأحافير) مثل العوالق الحيوانية والطحالب والتي طمرت تحت الصخور الرسوبية ثمّ تحلّلت بغياب الأكسجين وارتفاع الضغط ودرجة الحرارة تحت سطح الأرض. يستخرج النفط من مكامنه في باطن الأرض، والتي تدعى بآبار النفط، بحفر القشرة الأرضية وذلك بعد إجراء عملية مسح جيولوجي لاختبار مسامية ونفاذية الخزان الجيولوجي.
يعدّ النفط مصدراً هامّاً من مصادر الطاقة الأوّلية، ولذلك يطلق عليه اصطلاحاً اسم «الذهب الأسود» بسبب أهمّيته الاقتصادية العالية. إذ تستخدم القطفات الخفيفة منه بشكل أساسي في مزائج وقود السيّارات ووقود الطائرات، أمّا القطفات الثقيلة فتستخدم في إنتاج الطاقة الكهربائية وتشغيل المصانع وتشغيل الآليات الثقيلة؛ كما يعدّ النفط المادّة الأوّلية الخام للعديد من الصناعات الكيمائية على اختلاف منتجاتها، بما فيها الأسمدة ومبيدات الحشرات واللدائن والأقمشة والأدوية.
تصنّف المنطقة العربية وخاصّةً شبه الجزيرة العربية من أكثر مناطق العالم غنًى بالاحتياطي النفطي، وهي كذلك أكثرها إنتاجا وتصديرا للنفط، والذي ينقل عادةً إمّا بالأنابيب أو بالناقلات. يزداد معدّل استهلاك النفط والاعتماد على هذه الخامة مصدرا أساسيا للطاقة بشكل مطّرد منذ أوائل القرن العشرين؛ مما دفع البعض إلى تسمية تلك الفترة الزمنية باسم «عصر النفط». يلعب سعر النفط دوراً مهمّاً في الأداء الاقتصادي العالمي، إلّا أنّ الاحتياطات النفطية عُرضةٌ للنضوب وعدم التجدد خاصّةً مع الاقتراب المستمرّ لما يعرف باسم ذروة النفط، وهو أقصى معدّل لإنتاج النفط في العالم؛ ممّا فتح الباب للبحث عن وتطوير بدائل جديدة للطاقة مثل مصادر الطاقة المتجدّدة. انعكس الاستعمال المفرط للنفط وأنواع الوقود الأحفوري الأخرى سلبا على المحيط الحيوي والنظام البيئي للكرة الأرضية، إذ عادةً ما تُسبّب التسرّبات النفطية كوارث بيئية؛ كما أنّ حرق الوقود الأحفوري هو أحد الأسباب الرئيسية للاحترار العالمي.

## أصل الكلمة
عرف العرب كلمة نفط قديما، وكانت تستخدم للدلالة على المشتقّات النفطية اللزجة مثل القطران (أو القار) أو الزفت، إذ ورد في لسان العرب: «النِّفْطُ والنَّفْطُ دُهْنٌ، والكسرُ أفصحُ. وقال ابن سيده: النِّفط والنَّفط الذي تُطلى به الإِبل للجَرب والدَّبَر والقِرْدانِ وهو دون الكُحَيْلِ. وروى أبو حنيفة أن النفط هو الكحيل»؛ وقد يكون أصل الكلمة من الأكّادية «نبتو» أو من الأرامية «نفتا». ومنها انتقلت إلى الإغريقية حيث اشتقّت كلمة نفثا، والتي كانت تستخدم في أواخر القرن التاسع عشر للإشارة إلى النفط بشكل عام؛ إلّا أنّ دلالة كلمة نفثا تغيّرت مع مرور الوقت، إذ يشير حالياً إلى مزيج خام من قطفات النفط يحصل عليه بعد إجراء تقطير أوّلي. كما ذُكرت أيضاً كلمة «بطرالاون» عند العرب، وقالوا هو «دهن الحَجَر»، قال ابن البيطار «بطرالاون» معناه باليونانية دهن الحَجَر، وهو النفط.
أمّا كلمة petroleum، والتي تعرّب أحياناً لفظياً بترول، فمشتقّة من الإغريقية، وهي مؤلّفة من مقطعين، الأوّل πέτρα (بترا) بمعنى صخر والثاني ἔλαιον (إيلايون) بمعنى زيت؛ بالتالي يكون المعنى الكامل زيت الصخر. استخدم جورجيوس أغريكولا كلمة بتروليوم في كتابه De Natura Fossilium الذي نشره سنة 1546، وكان يقصد بها الزيت المعدني المستحصل من تقطير قطع الفحم القاري والصخر الزيتي.

## التاريخ
كان النفط معروفاً بشكل أو بآخر منذ العصور القديمة، إلّا أنّ أهميّته ازدادت بشكل ملحوظ منذ منتصف القرن التاسع عشر وخاصّةً مع اندلاع الثورة الصناعية واختراع محرّك الاحتراق الداخلي وانتشار الطيران التجاري والتقدّم الصناعي في القطاعات المختلفة.

### التاريخ القديم
عرفت الشعوب القديمة النفط أو مشتقّاته (من القار أو الأسفلت) من التجمّعات الطبيعية للبرك النفطية التي ارتشحت بسبب عوامل التصدّع الطبيعية من باطن الأرض إلى ظاهرها. وفقاً للمؤرّخ الإغريقي هيرودوت وديودور الصقلّي فقد استخدم الأسفلت في بناء وتعمير جدران وأبراج مدينة بابل؛ كما شاع استخدام المواد النفطية في منطقة الشرق الأدنى القديم مثل حضارات بلاد الرافدين ومملكة فارس؛ وخاصّةً في عمليات جلفطة السفن، وهي سدّ حزوزها وما بين ألواحها بطليها بالزفت.
كان الصينيون من أوائل الشعوب الذين وثّقوا استخدام المواد النفطية الخام في الحياة اليومية في القرن الأول قبل الميلاد مثلما ورد في كتاب التغيّرات؛ كما أنّ استعمال تلك المواد مصدراً للطاقة كان معروفاً لديهم منذ القرن الرابع للميلاد، كما استخدمت قضبان الخيزران بشكل بدائي للحصول على النفط من الآبار السطحية.
من المحتمل أن يكون الرومان قد استعملوا النفط المتوفّر لديهم آنذاك في تزليق عرباتهم؛ في حين أنّ الإمبراطورية البيزنطية استخدمت المشتقّات النفطية في العصور الوسطى المبكّرة في تركيب النار الإغريقية التي استخدمت في الحروب قاذفةً للهب. بدأ استخراج النفط الرملي في أوروبا في القرن الثامن عشر؛ كما عثر في مناطق سكسونيا السفلى على الأسفلت منذ ذلك الوقت؛ إلَا أنَ صناعة الفحم واستخراجه هي التي كانت سائدةً حينها.

### التاريخ الحديث

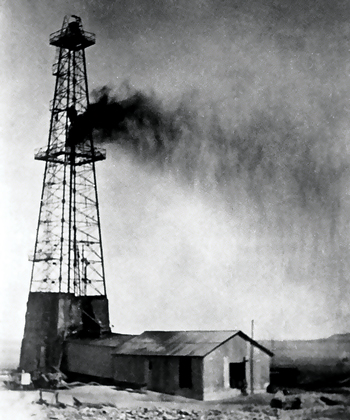
بئر الدمام رقم 7، أول بئر نفط في السعودية.

بدأت الصناعة النفطية بشكل فعلي في أواسط القرن التاسع عشر بفضل جهود عدّة مكتشفين حاولوا الحصول على السوائل الهيدروكربونية من معالجة الفحم. من الرائدين في هذا المجال كلّ من الكندي أبراهام غيسنر والأمريكي جيمس يونغ. فعلى سبيل المثال، لاحظ الكيميائي جيمس يونغ أواسط القرن التاسع عشر وجود بركة طبيعية من النفط في منطقة في ولاية ديربيشاير البريطانية، حيث أخذ منها عيّنات وأجرى عليها عملية تقطير فحصل على قطفة خفيفة كانت ملائمة للاستخدام وقوداً لمصباحه، في حين أنّ القطفة الثانية كانت ذات لزوجة مرتفعة واستخدمها للتزليق؛ وبناءً على هذا الاكتشاف بدأ يونغ مشروعه الخاصّ في تكرير الهيدروكربونات. تمكّن يونغ لاحقاً من تقطير بعض أنواع الفحم القاري فحصل على سائل أوّلي يشبه النفط في شكله، والذي أجرى عليه عملية تقطير لاحقة بطيئة مكّنته من الحصول على عدد من السوائل النافعة، من بينها زيت أطلق عليه اسم «زيت البرافين»، لأنّه يتجمّد عند درجات حرارة منخفضة بشكل يشبه شمع البرافين. وفي سنة 1850 أصدر يونغ براءة اختراع وأسسس مع رفاقه مجموعة شركات في غرب لوثيان وغلاسكو.
أمّا أوّل مصفاة نفط في العالم بمعناها الفعلي فأنشئت سنة 1856 من إغناسي لوكاسيفيتش؛ حيث تمكّن من الحصول على الكيروسين من التجمّعات الطبيعية لبرك النفط، وساهم في انتشار المصابيح العاملة على المشتقّات النفطيةـ بالإضافة إلى مساهمته في الإنشاءات النفطية. مع مرور الوقت بدأ الطلب العالمي على مشتقّات النفط بالازدياد للحصول على مصدرٍ جديدٍ للإضاءة. وفي نفس الوقت شهدت التقنيات الميكانيكية تقدّماً ساهم في تطوير الصناعة النفطية في عدّة أماكن في العالم كما هو الحال في مساهمات إدوين دريك على سبيل المثال في تطويرها في ولاية بنسلفانيا الأمريكية، وكذلك مساهمات جيمس ميلر ويليامز في استخراج النفط في كندا. أمّا في أوروبا فأدّت مساهمات غيورغ هونايوس في منطقة فيتسه الألمانية إلى تأمين حوالي 80 % من الطلب الألماني على النفط أواخر القرن التاسع عشر؛ إلى أن توقّف الإنتاج في فيتسه سنة 1963، وأمسى موقع الإنتاج متحفاً للنفط منذ سنة 1970. كما شهدت روسيا تطوّرات مماثلة في حفر آبار النفط في منتصف القرن التاسع عشر؛ وبدأ حفر الأبار ينتشر في مناطق مختلفة من أوروبا مثل بولندا ورومانيا. ازدادت أهمّية الحصول على مصادر النفط مع بداية القرن العشرين، وخاصّةً أثناء النزاعات العسكرية التي بلغت ذروتها في الحربين العالميتين الأولى والثانية.
في المنطقة العربية
بدأت عمليات التنقيب عن النفط في المنطقة العربية أوائل القرن العشرين، وخاصّةً بعد سقوط الدولة العثمانية حيث ظهر التنافس بين الدول الكبرى للحصول على حقوق الاستخراج. اكتشف النفط في العراق لأول مرة سنة 1927 في حقل كركوك. أمّا أوّل اكتشاف للنفط في منطقة شبه الجزيرة العربية فكان سنة 1932 في البحرين؛ ثمّ سنة 1938 في كلّ من السعودية والكويت وقطر؛ ثمّ في سنة 1962 في كلّ من الإمارات وعُمان. كما شهد منتصف القرن العشرين اكتشافات في دول عربية أخرى؛ حيث اكتشف النفط في الجزائر سنة 1949، وفي ليبيا سنة 1958، استخدم النفط وسيلةً للضغط على الحكومات كما حدث في حظر النفط سنة 1973 خلال حرب أكتوبر.

## الخواص الكيميائية والفيزيائية
يتكوّن النفط الخام كيميائياً من مزيجٍ معقّدٍ من المركّبات الهيدروكربونية على اختلاف حالاتها الغازية والسائلة والصلبة، والتي قد يصل مجموعها إلى ما يزيد عن 17 000 مركب عضوي. عند الظروف القياسية من الضغط ودرجة الحرارة توجد الهيدروكربونات الخفيفة ذات الرقم الكربوني من 1 إلى 4 (ميثان وإيثان وبروبان وبوتان) على شكل غازي؛ في حين أنّ البنتان والهيدروكربونات الأثقل توجد على شكل سائل، وفي القطفات الثقيلة ذات درجات الغليان المرتفعة توجد الهيدروكربونات على شكل صلب. تعتمد نسبة المكوّنات الغازية والسائلة والصلبة على الظروف وعلى مخطّط الأطوار للمزيج النفطي تحت سطح الأرض.
تكون الهيدروكربونات في النفط مكوّنةً من الغالب من الألكانات الخطّية وبدرجة أقلّ من الألكانات الحلقية والهيدروكربونات العطرية؛ مع وجود نسبة ضئيلة من مركّبات عطرية حاوية على ذرّات غير متجانسة من النيتروجين والأكسجين والكبريت، بالإضافة إلى كمّيات نزرة من فلزّات مثل الحديد والنحاس والنيكل والفاناديوم. تحوي العديد من الخزّانات النفطية أيضاً على بكتريا حيّة في مزائجها. يختلف التركيب الجزيئي الدقيق للنفط الخام بشكل كبير حسب المزيج من مكان لآخر، إلّا أنّ الاختلاف في نسبة العناصر الكيميائية في المزائج يكون ضئيلاً نسبياً، ويمكن على العموم تقدير نسبة العناصر وفق ما يلي:
| العنصر   | المجال        |
| -------- | ------------- |
| كربون    | 83 إلى 87%    |
| هيدروجين | 10 إلى 14%    |
| نيتروجين | 0.1 إلى 2%    |
| أكسجين   | 0.05 إلى 1.5% |
| كبريت    | 0.05 إلى 6.0% |
| فلزّات    | < 0.1%        |

يعطي تفاعل الاحتراق الكامل للهيدروكربونات (التفاعل مع كمّية كافية من غاز الأكسجين) على العموم غاز ثنائي أكسيد الكربون والماء (على شكل بخار ماء)، ويمكن تمثيل ذلك بتفاعل احتراق 4،2،2-ثلاثي ميثيل البنتان (أو كما يعرف باسم إيزو الأوكتان C8H18)، وهو تفاعل ناشر للحرارة.

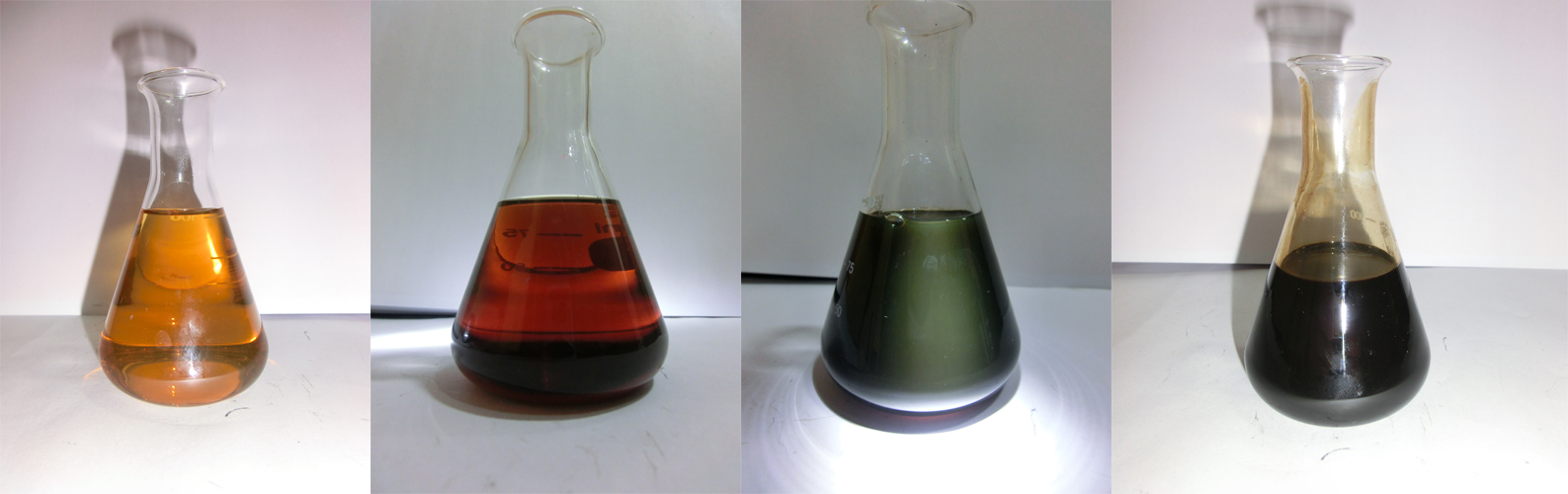
عيّنات نفطية ذات ألوان مختلفة مع اختلاف المصدر.

يختلف النفط الخام في مظهره حسب تركيبه، وعادةً ما يتراوح لونه بين الأسود إلى البني الغامق، رغم وجود عيّنات ذات لون أصفر أو أحمر أو أخضر؛ كما تختلف اللزوجة حسب التركيب أيضاً، فهناك مثلاً أنواع من النفط لزوجتها منخفضة، في حين أنّ أنواعاً أخرى ذات لزوجة مرتفعة جدّاً. تكون لزوجة بعض أنواع النفط غير التقليدي مثل نفط أثاباسكا الرملي مرتفعة جدّاً بحيث يوجد على شكل شبه صلب وعادةً ما يكون مخلوطاً مع الرمل والماء، ولذلك يشار إليه باسم أسفلت خام (بيتومين). للنفط على العموم رائحة قوّية مميّزة، وهي تختلف في شدّتها حسب نسبة عنصر الكبريت في التركيب الكيميائي. يمكن لبعض أنواع النفط أن يكون لها خاصّة فلورية عند التعرّض للأشعّة فوق البنفسجية، خاصّة مع تنوّع المركّبات العطرية متعدّدة الحلقات في المزيج النفطي.

## التشكّل

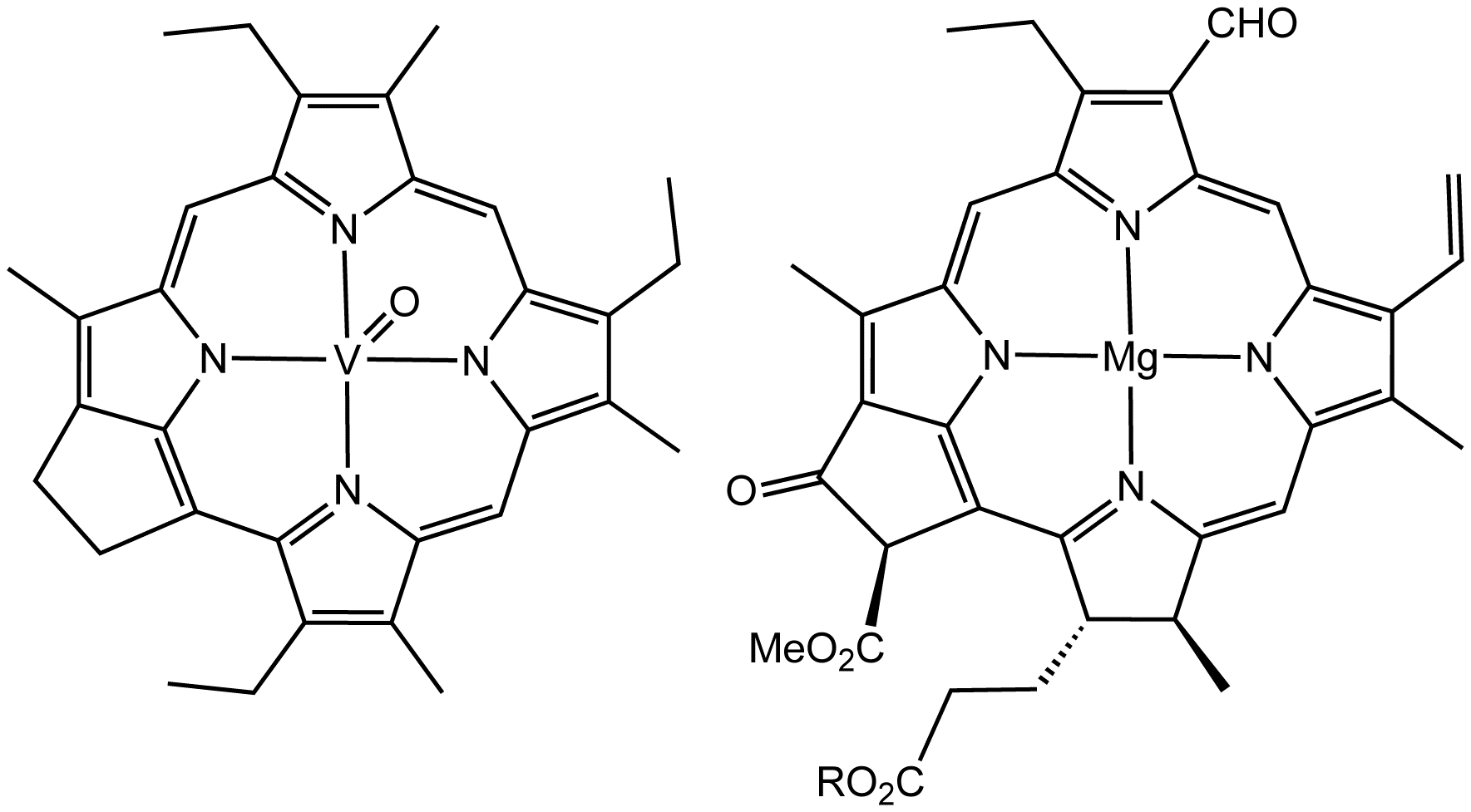
بنية معقّد بورفيرين مع الفاناديوم (على اليسار) التي استخلصها من عيّنة نفطية، ثمّ لاحظ بعد ذلك وجه الشبه البنيوي بينها وبين بنية الكلوروفيل a (على اليمين).

النفط هو وقود أحفوري يعود أصله إلى مستحاثّات عضوية عتيقة مثل العوالق الحيوانية والطحالب. بعد فنائها وترسّبها وتجمّع كمّيات كبيرة منها في قعر البحر طُمرت تلك البقايا بالوحل والغِرْيَن والصلصال في مناطق المياه الراكدة. يكون تركيز الأكسجين تقريباً في طبقة عمقها 1 متر تحت هذه الرسوبيات أقلّ من 0.1 مغ/ل، وبذلك تعدّ تلك الطبقات فقيرةً بالأكسجين بشكل يمنع حدوث التحلّل الهوائي فيتشكّل في البداية طين لزج حمئ؛ وتبقى أثناءها درجات الحرارة ثابتة في المراحل الأولى. مع ترسّب الطبقات وتكدّسها فوق بعضها لمئات الآلاف من السنين يبدأ الضغط ودرجة الحرارة بالازدياد في المناطق السفلى، ممّا يدفع إلى حدوث عملية تحوّل في المواد العضوية (تدعى عملية النشأة المابعدية) إلى مادّة شمعية تعرف باسم كيروجين، وهي نفسها الموجودة في الصخر الزيتي (السجيل الزيتي) في عدّة مناطق من العالم، والتي تتحوّل بالمعالجة الحرارية إلى هيدروكربونات سائلة وغازية بعملية تسمى النشأة التقهقرية.
ظهرت عدّة نظريات لتفسير تشكّل النفط، وكان العالم الروسي ميخائيل لومونوسوف رائداً في هذا المجال، إذ وضع نظريته عن تشكّل النفط في أواسط القرن الثامن عشر وعرضها آنذاك على الأكاديمية الروسية للعلوم.

### مراحل التحلّل الحيوي
يتشكّل النفط من التحلّل الحراري للهيدروكربونات في طبقات الأرض السفلى في عدد من التفاعلات الماصّة للحرارة. تمرّ تلك العمليات بأطوار ومراحل وهي:
التحلّل اللاهوائي (الطور الأول من النشأة المابعدية)
في غياب كمّية كافية من الأكسجين تكون البكتريا الهوائية غير قادرة على تحليل المواد العضوية المنطمرة تحت سطح الرسوبيات أو الماء؛ إلّا أنّ البكتريا اللاهوائية تكون قادرة على فعل ذلك بحيث تتحلّل المواد العضوية عن طريق عدّة تفاعلات كيميائية. من تلك التفاعلات الكيميائية الممكنة هناك تفاعل الاختزال، حيث تختزل الأملاح الموجودة مثل الكبريتات (السلفات) أو النترات إلى غازات كبريتيد الهيدروجين (H2S) والنيتروجين (N2) على الترتيب. من التفاعلات الأخرى للبكتريا الهوائية تفاعل الحلمهة (التحلّل المائي)؛ حيث تتحلّل بواسطته السكّريات المتعدّدة والبروتينات إلى سكّريات أحادية وأحماض أمينية على الترتيب. تخضع تلك المواد الأوّلية الناتجة ضمن الشروط الخالية من الأكسجين إلى تفاعلات لاحقة، خاصّةً بوجود الإنزيمات. فعلى سبيل المثال، تتفاعل الأحماض الأمينية لاحقاً عن طريق تفاعل نزع أمين تأكسدي إلى أحماض إيمينية، والتي بدورها تتفاعل لاحقاً إلى الأمونيا وأحماض α-كيتو (ألفا-كيتو). أمّا السكّريات الأحادية فتتحلّل بدورها إلى ثنائي أكسيد الكربون (CO2) والميثان (CH4). في ظرف تلك الشروط اللاهوائية والقيم المتزايدة من الضغط ودرجة الحرارة تتفاعل الأحماض الأمينية والسكّريات الأحادية والفينولات والألدهيدات إلى منتجات أحماض الفولفيك؛ في حين أنّ الدهون والشموع لا يطرأ عليها تحلّل مائي كبير تحت تلك الشروط المعتدلة نسبياً.
تشكّل الكيروجين (الطور الثاني من النشأة المابعدية)
يكون لبعض المركّبات الفينولية الناشئة من التفاعلات السابقة تأثير مبيد وقاتل للبكتريا، ممّا يكبح من أثر البكتريا اللاهوائية في أعماق أدنى من 10 أمتار تحت سطح الرسوبيات أو الماء. تحوي تركيبة المواد في تلك الأعماق على مزيج من أحماض الفولفيك ومن الدهون والشموع المتفاعلة جزئياً، بالإضافة إلى الليغنين المحوّر بشكل طفيف، وكذلك بعض الراتنجات (ريزينات) والهيدروكربونات الأخرى. مع ازدياد العمق تزداد قيم الضغط ودرجة الحرارة كما هو مذكور، ممّا يدفع بالنهاية إلى تشكّل الكيروجين، وذلك بأسلوب غير واضح بالكامل بسبب تعقّد الظروف المحيطة وتنوّع المواد المتفاعلة، إذ يمكن حدوث تفاعلات كيميائية تتضمّن تفاعلات تشبيك بشكل مماثل لحدٍّ ما لتفاعلات تشكّل راتنج يوريا-فورمالدهيد. تدعى العملية الكاملة لتشكّل الكيروجين بدايةً من عمليات التحلّل اللاهوائي باسم النشأة المابعدية، والتي تتضمّن في معناها نشأة وتشكّل الكيروجين من عمليات تحوّل للمواد العضوية بالتحلّل أولاً ثم بالاتحاد اللاحق. هناك ثلاثة أنماط معروفة من الكيروجين مصنّفة حسب نوع الدقائق البنيوية المكوّنة، وهي النمط الأول I (الطحالبي) والنمط الثاني II (الفحمي) والنمط الثالث III (الدبالي).
تحوّل الكيروجين إلى وقود أحفوري (النشأة التقهقرية)
يمثّل الكيروجين منتصف المسافة بنيوياً بين المواد العضوية المكوّنة وبين الناتج من الوقود الأحفوري؛ إذ من الممكن أن يتعرّض الكيروجين إلى الأكسجين ممّا يؤدّي إلى تفكّكه، أو أن يطمر تحت القشرة الأرضية لأعماق أكبر حيث تتوفّر الشروط للتحوّل البطيء إلى وقود أحفوري في عملية تسمى النشأة التقهقرية. تحدث العملية الأخيرة في أعماق الأرض وتتضمّن تفاعلات إعادة ترتيب جذرية للكيروجين في عملية بطيئة للغاية تصل إلى مئات الآلاف أو ملايين السنين. هناك نمطان من النواتج النهائية لتفاعلات النشأة التقهقرية الجذرية، وهما أ) نواتج ذات نسبة هيدروجين/كربون (H/C) منخفصة (وهي مركّبات مؤلّفة من حلقات سداسية مندمجة مثل الأنثراسين وما شابهه) وب) نواتج ذات نسبة هيدروجين/كربون (H/C) مرتفعة (مثل الميثان وما شابهه). أي أنّ النواتج إمّا أن تكون غنية بالكربون أو غنية بالهيدروجين.
تكون آلية عملية النشأة التقهقرية مشابهة إلى حدٍ ما لآلية التحلّل الحراري، رغم أنّ الأولى تحدث عند درجات حرارة منخفضة نسبياً. يطلق الجيولوجيون على المجال من درجة الحرارة الذي يتشكّل فيه النفط في جوف الأرض باسم «نافذة النفط»؛ وهي تتراوح عملياً ما بين 60 °س إلى حوالي 120-130 °س؛ والتي يبقى دونها النفط محتجزاً في بنية الكيروجين؛ أمّا الأعلى منها فيكون فيها معدّل تشكّل النفط ضئيلاً، إذ من الممكن أن يتحوّل فيها الكيروجين عند درجات حرارة بين 170 و200 °س إلى غاز طبيعي بعملية تكسير حراري، وفي بعض الأحيان يمكن للكيروجين أن يهاجر من الطبقات العميقة إلى الطبقات الأقرب لسطح الأرض، كما هو الحال في نفط أثاباسكا الرملي.
تختلف الحرارة حسب تدرّج الحرارة الأرضية، وهناك عدّة مصادر للحرارة تحت سطح الأرض، منها التحلل الإشعاعي لمواد القشرة الأرضية مثل البوتاسيوم-40 والثوريوم-232 واليورانيوم-235؛ كما تلعب الصهارة الأرضية دوراً في تسخين بعض المناطق في جوف الأرض. تكون قيم الضغط في باطن الأرض مرتفعة، وعادةً ما يتشكّل النفط في أعماق تحت سطح الأرض تصل ما بين 2 إلى 4 كم.

### أصل غير حيوي للنفط
ظهرت في روسيا أواسط القرن التاسع عشر نظرية تقول إن تشكّل النفط لم يكن بسبب التحلّل العضوي للمستحاثات الأحفورية، إنّما تشكّل طبيعياً في باطن الأرض في طبقة الوشاح، وأنّ الفوالق نتيجة حركة الصفيحات تحت الأرضية هي المسؤولة عن صعود النفط إلى القشرة الأرضية؛ ومن أبرز من دافع عن هذه النظرية كلّ من الروسي نيكولاي كودريافتسيف والأمريكي توماس غولد. ذهب غولد في نظريته أنّ غاز الميثان فقط هو الذي تشكّل في طبقة الوشاح، وأنّه بعد هجرته إلى القشرة الأرضية تحوّل إلى الألكانات العليا (نظرية الغاز العميق)؛ أمّا الباحثون الروس فافترضوا أنّه حتى الألكانات العليا قد تشكّلت في أعماق الأرض.
تستند هذه النظرية على حقيقة وجود بعض المركّبات العضوية المعقّدة في نيازك الكوندريت، بالإضافة إلى وجود بعض الكمّيات من الألكانات القصيرة الغازية في الصخر فوق المافي؛ ممّا يعزّز من الافتراض القائل بأنّ جوف الأرض يسود فيه وسط مختزل يساعد على تشكّل الهيدروكربونات بشكل عام. كما تمكّنت مجموعة بحث روسية من الحصول على بعض الألكانات العليا انطلاقاً من تعريض الميثان لضغوط مرتفعة؛ في حين بيّنت أخرى أن تحوّل السكّريات، وهي من المكوّنات الأساسية للكتلة الحيوية، إلى سلاسل ألكانية طويلة هي عملية غير مفضّلة وفق قوانين الديناميكا الحرارية.
تعدّ هذه النظرية خلافية، ويقف ضدّها عددٌ من الشواهد والأدلة الجيولوجية والجيوكيميائية؛ إلّا أنّها وجدت من يدافع عنها، خاصّة مع العثور على المصادر النفطية ذات الأصل غير الحيوي، رغم شحّها وعدم ربحية الاستخراج اقتصادياً.

## الاختزان
تدعى التشكيلات الجيولوجية الطبيعية القادرة على اختزان النفط باسم «خزّان النفط» (أو مكمن النفط)، ويمكن التمييز بين خزّانات النفط التقليدي، وهي تشكيلات جيولوجية طبيعية في باطن الأرض ذات نفاذية ضئيلة؛ وبين خزّانات النفط غير التقليدي التي تكون على شكل صخور ذات مسامية مرتفعة بشكل تكون قادرةً فيها على اختزان النفط داخلها.
يوجد النفط الخام عادة في الخزّان تحت سطح الأرض برفقة الغاز الطبيعي، الذي يشكّل ما يعرف باسم «الغطاء الغازي» فوق السائل النفطي؛ في حين أنّ الماء المالح عادةً ما يوجد أسفله لأن كثافته أعلى من النفط.

### النفط التقليدي
هناك ثلاثة عوامل جيولوجية من الضروري توفّرها لتشكيل خزّانات نفطية تحت سطح الأرض، وهي:
1. وجود صخور مصدرية غنية بالهيدروكربونات في أعماق مناسبة تحت سطح الأرض بحيث تكون الحرارة الأرضية كافية لتشكّل النفط.[ْ 10] نشأت أغلب الصخور المصدرية في فترات جيولوجية تعود من 100 إلى 400 مليون سنة (ما بين العصر الديفوني والعصر الطباشيري).
2. وجود صخور مسامية ونفوذة تمكّن من تخزين النفط
3. وجود صخور غطائية تحجب تسرّب النفط.[ْ 11]

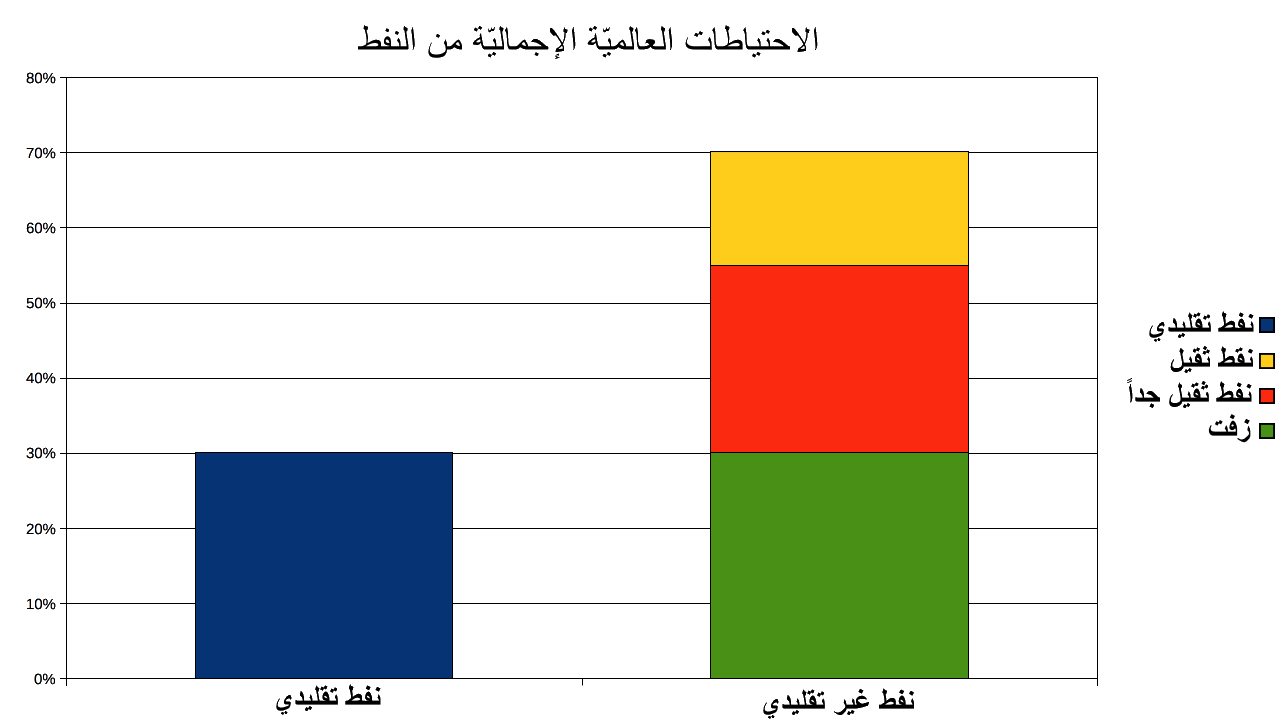
هناك مصادر غير تقليدية للنفط أكثر من التقليدية.

بما أنّ الهيدروكربونات السائلة والغازية تكون ذات قدرة أكبر على الحركة من الكيروجين بسبب انخفاض كثافتها ومع ارتفاع الضغط المحيط على الصخور المصدرية فإنها تترك الأخيرة وتذهب للاختزان في الصخور المجاورة، وذلك بشرط أن تكون بنية تلك الصخور مسامية بالشكل الكافي مثل الأحجار الرملية. تدعى تلك العملية باسم «الهجرة الأولية» للنفط، وبذلك يتشكّل تدريجياً تجمّع أوّلي للنفط داخل الصخور المسامية على شكل خزّان. نتيجةً لكون الهيدروكربونات ذات كثافة خفيفة فإنها غالباً ما تهاجر إلى الطبقات العليا إلى أن تُختزَن في الصخور المسامية المحتَجزة من الصخور الغطائية أعلاها. تترتّب الموائع داخل الخزان النفطي وفق الكثافة بحيث تكون في الأعلى طبقة من الغاز تقع تحتها الطبقة النفطية ثم تأتي طبقة المياه المالحة في القعر.
تصادف الهيدروكربونات السائلة والغازية أحياناً أثناء طريقها إلى الأعلى بعض الطبقات الصخرية الصمّاء ذات المسامية القليلة، والتي تعرف باسم الصخور الغطائية والتي تعمل سدّاً حاجزاً يحجب النفط من الاستمرار في الصعود. يساعد وجود القباب الملحية مثلاً في التشكيلات الجيولوجية على احتجاز النفط ومنعه من الهجرة؛ كما تتأثر عملية الهجرة الشاقولية أيضاً بمسرى وجريان المياه الجوفية، ممّا يدفع النفط أحياناً إلى الهجرة أفقياً لمئات من الكيلومترات إلى أن يصادف مكان الاحتجاز المناسب، والذي يطلق عليه اصطلاحاً اسم «مصيدة نفطية»؛ وتدعى عملية الهجرة الأفقية تلك باسم «الهجرة الثانوية» للنفط. عندما تتركّز الهيدروكربونات بعد عمليات الهجرة في الخزّانات النفطية يتشكّل الحقل النفطي، الذي يكون ملائماً اقتصادياً لاستخراج النفط التقليدي.

### النفط غير التقليدي
يدفع غياب الصخور الغطائية في بعض التشكيلات الجيولوجية للقشرة الأرضية النفطَ إلى استكمال الهجرة الشاقولية نحو الأعلى للوصل إلى سطح الأرض؛ وتدعى تلك الظاهرة عندئذ باسم «ارتشاح النفط» وتسمّى تلك الهجرة باسم «الهجرة الثالثية» للنفط. من الأمثلة على ارتشاح النفط تشكّل حفر القطران مثل بحيرة الزفت في ترينيداد وحفر قطران في لابريا؛ بالمقابل تعدّ براكين الطين في منطقة آسيا الوسطى من أمثلة ارتشاح الغاز الطبيعي، وعندما يرتشح الغاز الطبيعي في أعماق البحار وفي حال توفّر الظروف الملائمة تتشكل عندها هيدرات الميثان.

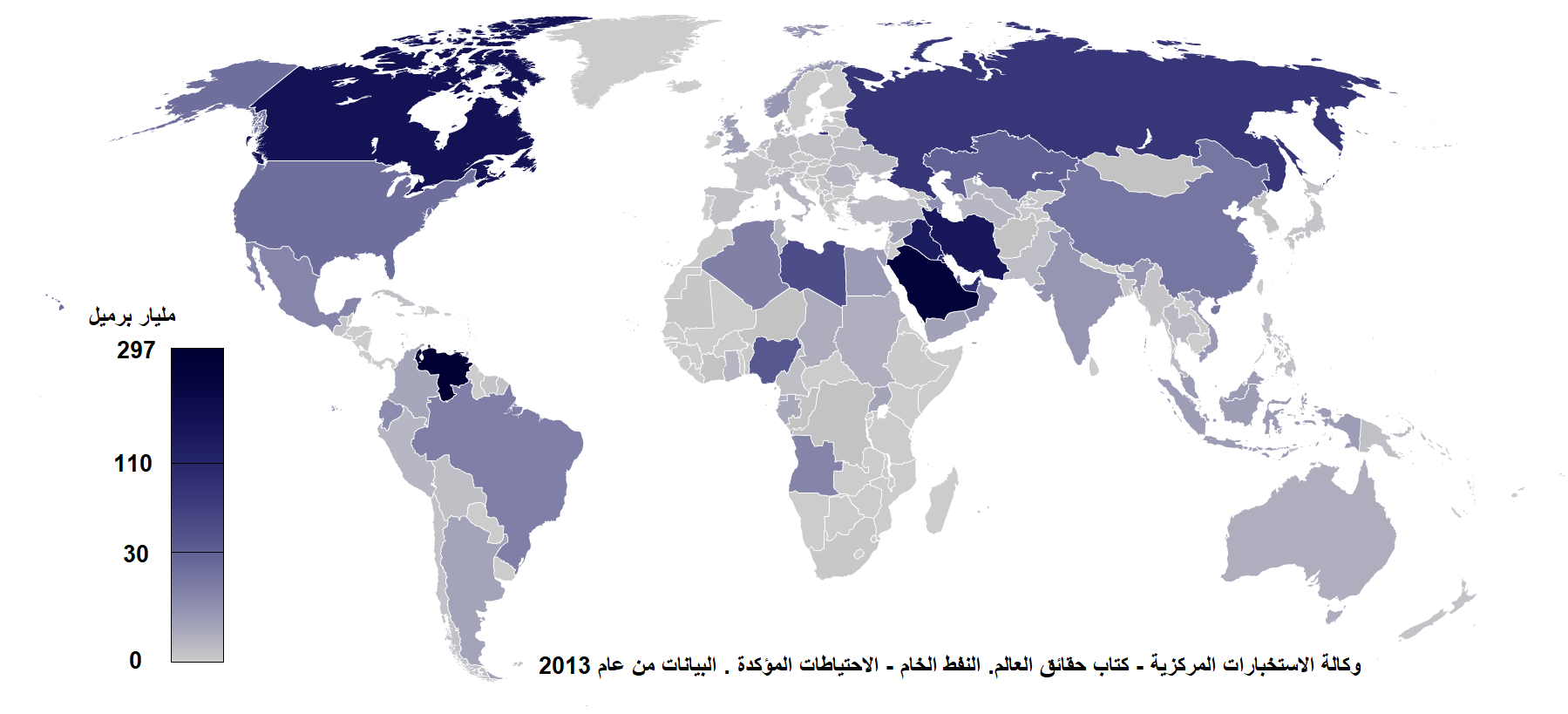
احتياطيات النفط العالمية مقدّرة سنة 2013، مع الأخذ بعين الاعتبار للمصادر غير التقليدية مثل النفط الخام الثقيل والنفط الرملي.

عندما يتسرّب النفط من مكامنه تحت الأرض ويصعد إلى السطح يشكّل مزيجاً مع الرمل والغضار والماء يعرف باسم النفط الرملي (أو البيتومين). تعدّ كندا وفنزويلا من أغنى البلدان في العالم بهذا المصدر غير التقليدي للنفط. من الأمثلة الأخرى على النفط غير التقليدي الصخر الزيتي، وهو نوع من أنواع الصخر الحاوي على الكيروجين وهو سائل زيتي يؤدّي تعريضه للحرارة إلى الحصول على السوائل الهيدروكربونية المكوّنة للنفط؛ وتعدّ الولايات المتحدة من البلدان الغنية بالصخر الزيتي.

### احتياطي النفط
تقدّر احتياطيات النفط المعروفة بحوالي 190 كم3، وذلك يعادل تقريباً 1.2 تريليون برميل من غير احتساب النفط الرملي؛ أمّا باحتساب كمّية النفط الرملي فيكون المخزون تقديرياً حوالي 595 كم3 أي ما يعادل 3.74 ترليون برميل.
تعدّ المملكة العربية السعودية أكثر الدول مخزوناً بالنفط التقليدي؛ أمّا مع احتساب النفط غير التقليدي في التقديرات فيكون ترتيب الدول وفق ما يلي (تقديرات 2018): فنزويلا ثمّ المملكة العربية السعودية ثمّ كندا ثمّ إيران ثمّ العراق ثمّ الكويت ثمّ الإمارات العربية المتحدة ثمّ روسيا ثمّ ليبيا ثمّ نيجيريا والولايات المتحدة الأمريكية. (للمزيد من التفاصيل انظر قائمة الدول حسب الاحتياطي النفطي المؤكد.)

## الصناعة النفطية
تهتمّ الصناعة النفطية بكلّ ما يخص العمليات الصناعية المتعلّقة بالنفط من التنقيب والاستخراج والتكرير؛ بالإضافة إلى عمليات النقل إمّا بناقلات النفط أو عبر خطوط الأنابيب.
عادةً ما تقسم الصناعة النفطية إلى ثلاثة قطاعات رئيسية حسب مرحلة الإنتاج وهي:
1. مرحلة التنقيب والاستخراج Upstream
2. مرحلة النقل Midstream
3. مرحلة التكرير والتصنيع Downstream

### التنقيب

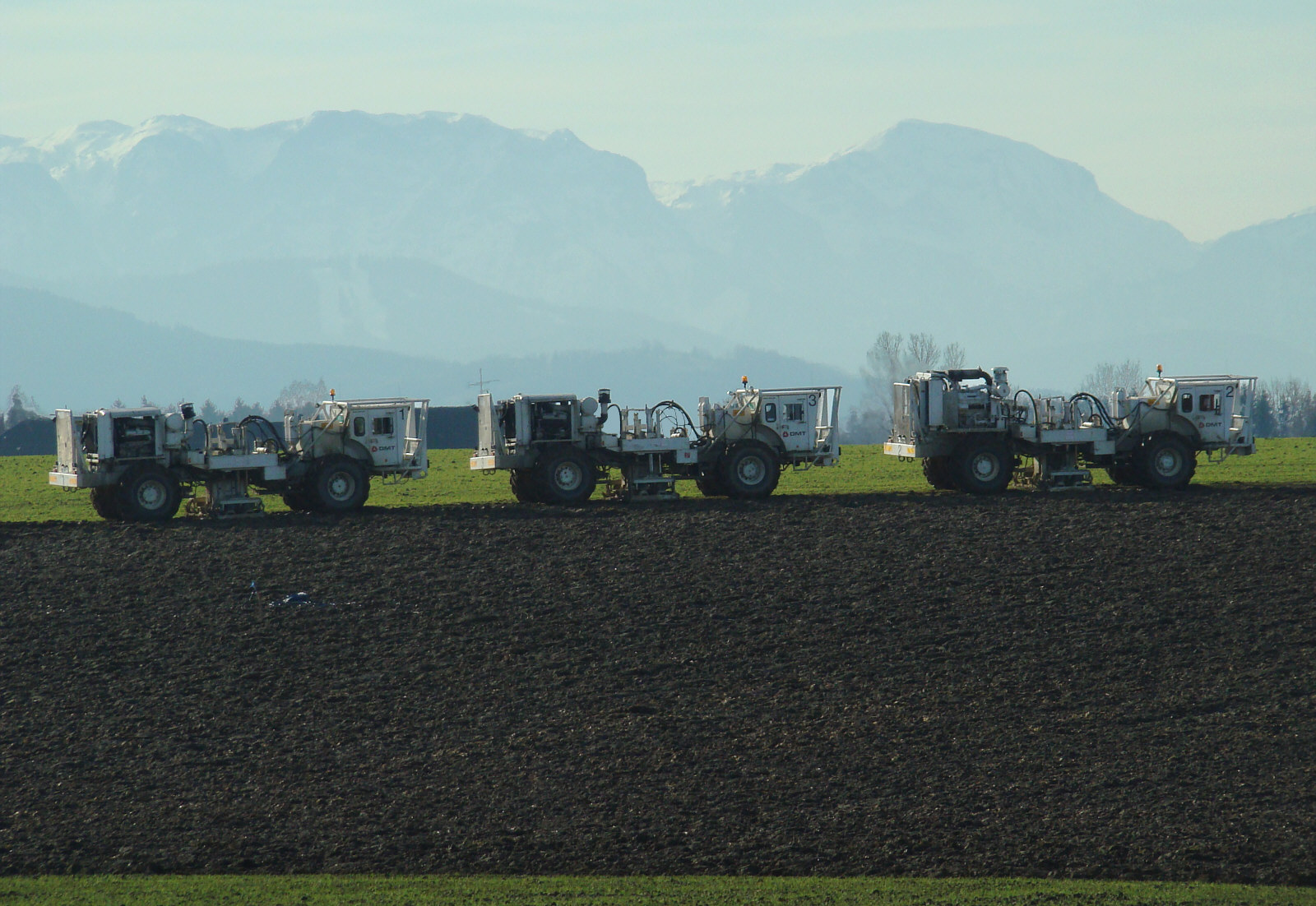
آليات لقياس الاهتزاز في مهمّة تنقيب عن النفط.

للبحث عن مكامن النفط يجرى عادةً في البداية مسح جيولوجي أوّلي للمناطق عن بعد، وقد تفيد طبيعة التضاريس في تحديد المناطق التي قد تكون غنيةً بالنفط؛ مع العلم أن تحديدها على البر أسهل منها في البحر. قد يكون المسح عن طريق دراسة البيانات المجموعة من التصوير الجوّي، إلّا أنّ المسح من قبل الجيولوجيين في المناطق المحتملة يعطي بيانات أكثر دلالة عن احتياطيات النفط، خاصّةً عند دراسة نوع الصخور الموجودة. تدعى مهمّة البحث الموجّه عن الخامات في باطن الأرض باسم التنقيب؛ وللتنقيب عن النفط تُطبّق عادةً وسائل تقنية اعتماداً على قوانين طبيعية فيزيائية تعطي دلائل على وجود النفط أو الغاز. من هذه القياسات كلّ من قياس الجاذبية الأرضية وقياس المغناطيسية بالإضافة إلى إجراء مسح سيزمي للمناطق المدروسة.
في بداية عملية التنقيب تجرى دراسة جيولوجية لطبيعة الصخور؛ ثم تدرس طبيعة الحوض الرسوبي بواسطة قياسات لقيم الجاذبية الأرضية والمغناطيسية للمكمن. بعد ذلك يجرى مسح سيزمي بإرسال أمواج صوتية إلى القشرة الأرضية ومن ثم دراسة التباينات في الانعكاسية باستخدام السماعات الأرضية على اليابسة والسماعات المائية في أعماق البحار. تعطي البيانات المستحصلة من السماعات، من ضمنها المدّة الزمنية والخواص المميّزة للإشارات المنعكسة، المدخلات الضرورية لتكوين صورة أوّلية للطبقات الجيولوجية تحت القشرة الأرضية. يكون المسح السيزمي في المراحل الأوّلية ثنائي الأبعاد، وفي حال الحصول على نتائج ذات أهمّية تجرى حينها عملية مسح ثلاثي الأبعاد. بما أنّ مهمّة التنقيب عن النفط في البحار أكثر صعوبة وترافقها مخاطر الفشل؛ لذلك يستعان بوسائل إضافية مثل القياسات الكهرمغناطيسية.

### الاستخراج

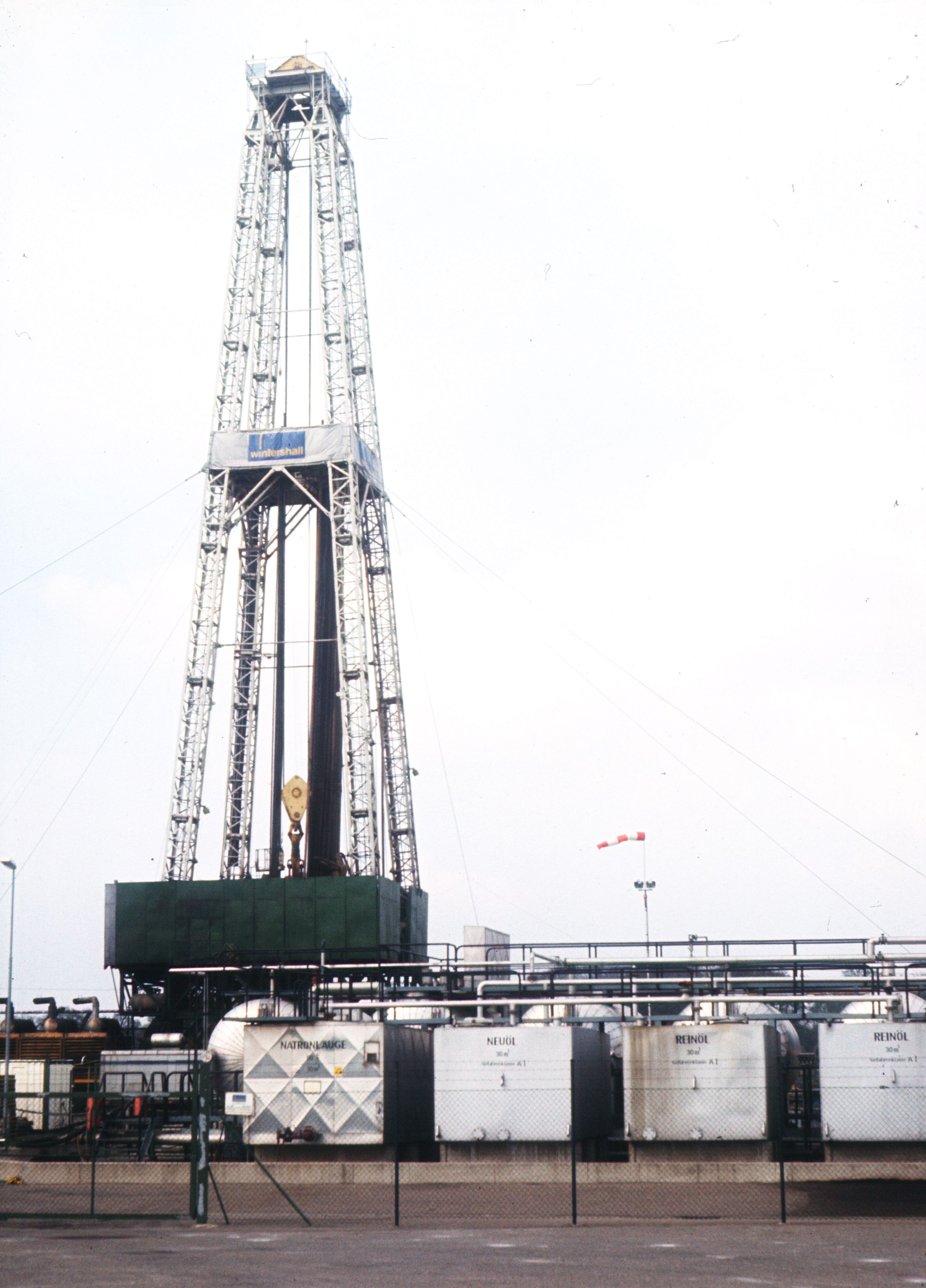
منصّة حفر لاستخراج النفط

تحفر الآبار لاستخراج النفط من الخزانات تحت سطح الأرض. يكون لضغط الخزان تحت سطح الأرض دوراً مهمّاً في صعود الموائع الهيدروكربونية إلى الأعلى، ويتم اللجوء بدايةً إلى الوسائل الأوّلية، وفيها يتم التمييز بين أسلوبين، الأوّل هو أسلوب «الرفع الطبيعي» اعتماداً على ضغط الخزان الطبيعي الذي يجبر النفط إلى السطح وذلك في الفترة الزمنية الأولى من عمر البئر؛ ومع مرور الوقت يخفّ الضغط الطبيعي، ويُلجأ حينئذٍ إلى أسلوب «الرفع الاصطناعي» الذي يؤمّن الضغط الكافي لعملية استخراج النفط إمّا عن طريق مضخّات خاصّة أو بحقن الزيت أو الغاز. بعد ذلك يستعان بالوسائل الثانوية للاستخراج، مثل الحقن بالماء بهدف زيادة الضغط وإجبار النفط على الوصول إلى أنابيب الاستخراج. بعد استنفاد الوسائل الأولية والثانوية يعتمد بعد ذلك على الوسائل الثالثية، والتي تسمى الاستخراج المحسّن للنفط، مثل استخدام غاز ثنائي أكسيد الكربون لتأمين الضغط في الخزان.

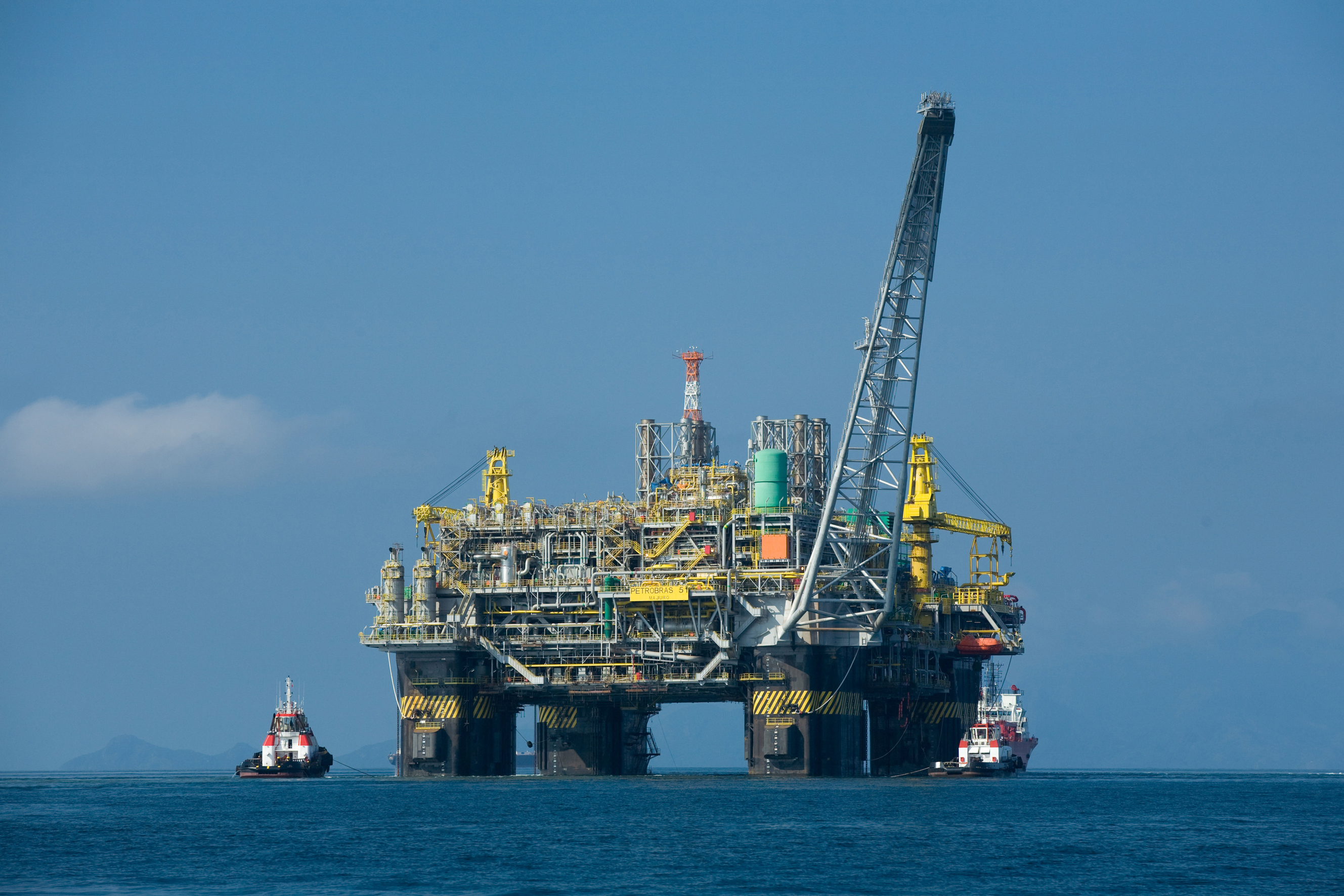
منصّة بحرية لاستخراج النفط.

تكون مهمّة الحفر في قاع البحر أكثر صعوبةً منها على البر، إذ يتطلّب ذلك تركيب منصّة بحرية لتأمين أرضية ثابتة تمكّن من إجراء عمليات الاستخراج. يطبّق عادةً في المنصّات البحرية تقنيات حفر إضافية مثل استخدام أسلوب الحفر الموجّه. تجرى عدّة أبحاث من أجل تطوير أسلوب استخراج النفط من البحر، من بينها فكرة استخدام ربوتات تعمل في قاع البحر. أمّا استخراج النفط غير التقليدي فيتم بوسائل التعدين السطحي، مثلما الحال في أساليب استخراج النفط الرملي.
تتصدّر روسيا والمملكة العربية السعودية دول العالم من حيث إنتاج النفط العالمي منذ بداية القرن الحادي والعشرين؛ ثم تأتي في المرتبة التي تليها الولايات المتحدة ثم العراق وإيران والصين. (للمزيد من التفاصيل انظر قائمة الدول حسب إنتاج النفط.) تساهم الدول الأعضاء في منظمة أوبك بحوالي 40 % من الإنتاج العالمي (إحصاءات سنة 2014).

#### التصنيف
يصنّف النفط الخام بشكل عام بعدّة أساليب؛ إمّا حسب موقع الإنتاج الجغرافي، أو حسب الكثافة النوعية حسب معهد النفط الأمريكي (API)، أو حسب محتوى النفط من الكبريت.

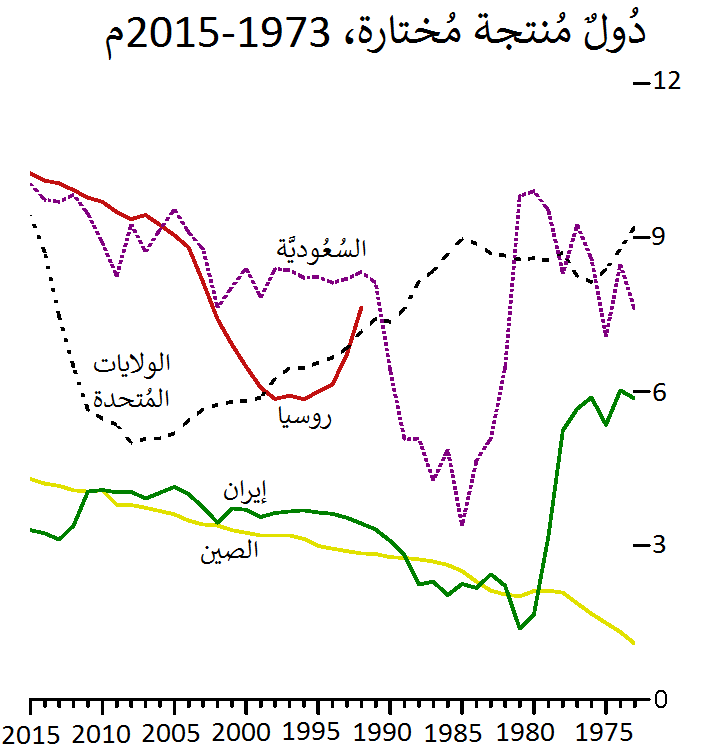
الدول المتصدّرة للإنتاج العالمي من النفط بين عامي 1973 و2015.

يعدّ النفط الخام خفيفاً إذا كانت كثافته قليلة؛ بالمقابل يصنّف ثقيلاً إذا كانت كثافته كبيرة. تقاس الكثافة وفق مقياس الكثافة النوعية حسب معهد النفط الأمريكي، ولها صيغة رياضية خاصّة لحساب الكثافة النوعية؛ ووفقها يصنّف النفط إلى خفيف إذا كانت قيمتها أكبر من 31.10؛ وإلى متوسّط عند قيم بين 22.30 إلى 31.10؛ وإلى ثقيل عندما تكون درجة كثافته وفق API أقل من 22.30.
من جهة أخرى يمكن أن يوصف النفط الخام أنه حلو، إن كانت نسبة الكبريت فيه منخفضة؛ وبأنّه حمضي (أو مرّ) إن كانت نسبة الكبريت فيه مرتفعة. كلما كانت مواصفات النفط الخام أقرب لكونه خفيفاً وحلواً كلما كان مرغوباً وكلما ازدادت قيمته؛ إذ أنّ معالجة النفط الخام الثقيل أو الحمضي تواجهه تحدّيات تقنية وبيئية إضافية.
من المزائج النفطية المرجعية المعروفة حسب موقع الإنتاج الجغرافي كلّ من
- خام دبي-عُمان: ويستخدم مرجعاً لنفط الشرق الأوسط الخام الحمضي في أسواق آسيا ومنطقة المحيط الهادي.[ْ 18]
- خام برنت: وهو يتألّف من مزيج نفطي من 15 حقل في منطقة برنت في بحر الشمال.[ْ 19]
- خام غرب تكساس الوسيط: وهو خام خفيف يستخرج من منطقة كوشينغ في ولاية أوكلاهوما، ويستخدم مرجعاً لنفط أمريكا الشمالية.
- سلة أوبك: وهو مزيج نفطي لعدّة دول من مجموعة أوبك (منظمة الدول المصدرة للنفط).[ْ 20]
- خام تابيس (Tapis) من ماليزيا والمستخدم مرجعاً لخام شرق آسيا الخفيف؛ وخام ميناس (Minas) من إندونيسيا والمستخدم مرجعاً لخام شرق آسيا الثقيل.[ْ 21]

### النقل
هناك وسيلتان لنقل النفط للتصدير والاستيراد العالمي، وذلك إمّا عبر ناقلات النفط بحراً، أو عبر أنابيب النفط برّاً. من أمثلة خطوط الأنابيب المشهورة خط نورد ستريم لنقل الغاز وخط دروجبا لنقل النفط. كانت تكلفة نقل النفط في خمسينات القرن العشرين تبلغ حوالي 33% من سعر النفط المصدر من الخليج العربي إلى الولايات المتحدة؛ إلّا أنّه نظراً لتطوّر صناعة ناقلات النفط انخفضت التكلفة إلى ما بين 3-5% في أوائل القرن الحادي والعشرين.

## الدور الاقتصادي
يعدّ النفط المورد الأساسي والداعم الرئيسي للاقتصاد في عددٍ من دول العالم، والذي يدعى حينها اصطلاحاً «اقتصاد نفطي».

### الأسعار
بعد انهيار نظام تسعير أوبك سنة 1985، وعدم نجاح تجربة العائد الصافي (التي كان برميل النفط فيها يسعّر اعتماداً على عدم احتساب تكلفة الإنتاج)، اعتمدت الدول المصدّرة للنفط آلية تسعير بناءً على طلب السوق. كانت شركة نفط المكسيك أوّل من اعتمد آلية التسعير المرتبطة بالسوق سنة 1986، والتي لقت إقبالاً بشكل متزايد، إلى أن أصبحت سنة 1988 الأسلوب الأساسي في تسعير النفط في أسواق التجارة العالمية. يسعّر النفط اعتماداً على مزائج قياسية مرجعية مثل خام برنت وخام غرب تكساس الوسيط وخام دبي-عُمان.
شهدت أسعار النفط أوّل ارتفاع بارز لها بعد حظر النفط 1973 أثناء حرب أكتوبر وبقيت مرتفعة إلى أواسط ثمانينات القرن العشرين ثم عاودت الانخفاض قبل أن تتزايد بشكل مطـّرد منذ بداية القرن الحادي والعشرين، حيث بلغ سعر برميل النفط أعلى سعر له في الفترة ما بين 2006 و2013.

سعر النفط الخام العالمي من 1861 إلى 2007. اللون الأزرق هو السعر الرقمي. اللون الأصفر هو السعر بعد حساب نسبة التضخم والقيمة الحقيقية

### الاستهلاك
يرتبط استهلاك النفط بالوضع الاقتصادي العالمي، فهناك ارتباط وثيق بين استهلاك النفط والقطاعات الصناعية المختلفة. فقطاع صناعة السيارات مثلاً انتعش منذ أواخر القرن العشرين وأوائل القرن الحادي والعشرين باطّراد مستمرّ، وذلك بشكل أساسي بسبب نموّ قطاع السيارات، حيث ساعدت وفرة النفط في ثمانينات القرن العشرين مثلاً في دعم مبيعات المركبات والعربات ذات الاستهلاك الكبير للوقود في دول منظمة التعاون الاقتصادي والتنمية؛ في حين أنّ الأزمة الاقتصادية سنة 2008 حدّت من مبيعات تلك المركبات. على العموم فإنّ العلاقة ما بين إنتاج النفط العالمي والسعر والاستثمارات متعلّق بعوامل العرض والطلب وفق بيانات الوكالة الدولية للطاقة.
تعدّ الولايات المتحدة أكبر بلد مستورد للنفط في العالم يليها بعد ذلك مجموع دول الاتحاد الأوروبي؛ أمّا باعتبار كلّ دولة على حدة فتأتي بعد الولايات المتحدة من حيث الاستهلاك كلّ من الصين ثمّ اليابان ثمّ الهند. (للمزيد من التفاصيل انظر قائمة الدول حسب استهلاك النفط.) تقوم بعض الدول الكبرى باستيراد كمّيات إضافية زائدة عن استهلاكها لتأمين احتياجها من المخزون الإستراتيجي من النفط، خاصّةً وقت الأزمات.

## التكرير
يخضع النفط إلى عملية تكرير في مصافي النفط والتي تقوم بفصل المزيج المعقّد من المكوّنات المختلفة إلى هيدروكربونات ذات أطوال سلسلة وتراكيب مختلفة عن بعضها، ممّا يجعل مجال التطبيق متعلّقاً بالبنية بشكل كبير. على العموم يستخدم القسم الأكبر من المركّبات الهيدروكربونية الموجودة في النفط في الوقود في حين أنّ القسم المتبقّي يدخل مادّةً أوّليةً في الصناعات الكيميائية المختلفة.

### الوقود
يقدّر أنّ حوالي 84% من الهيدروكربونات الموجودة في النفط تدخل في تركيب مختلف أنواع الوقود ذات المحتوى الطاقي المرتفع، بما فيها الغاز النفطي المسال ووقود السيّارات (البترول) ووقود النفّاثات والكيروسين وزيت الوقود (الفيول) والديزل.
يحصل على تلك الأنواع المختلفة من الوقود من مصافي النفط وذلك حسب تدرّج مجال نقطة الغليان وفق ما يلي:

منتجات التقطير الجزئي للنفط الخام

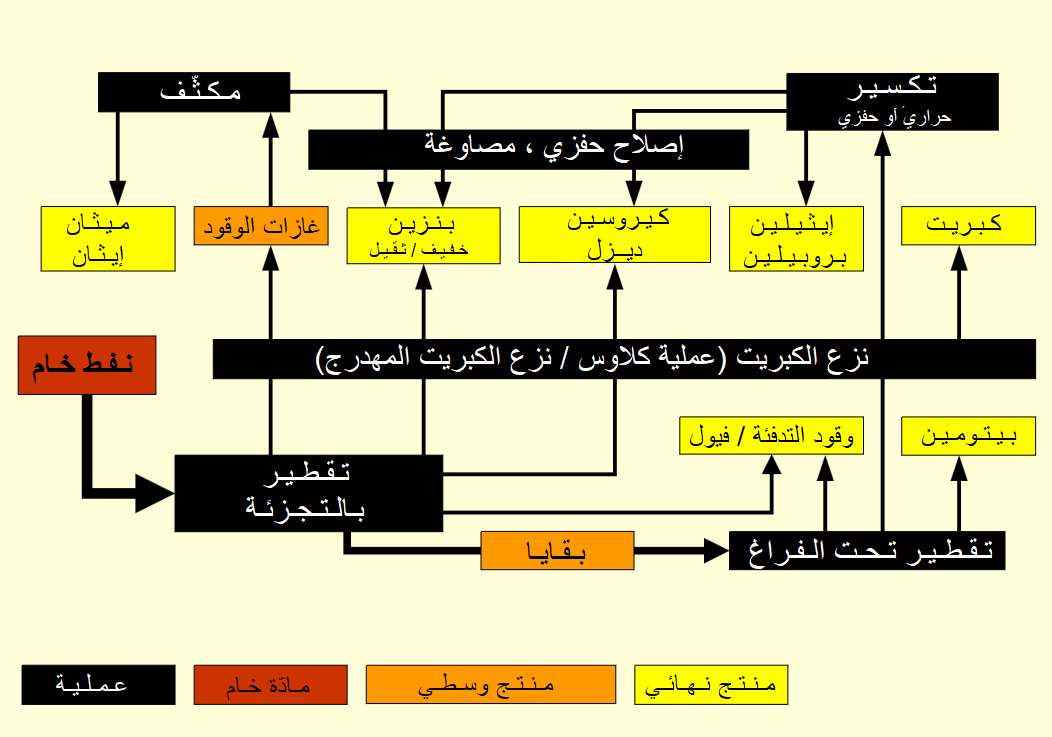
مخطّط مبسّط لمعالجة النفط.

| القطفة                | مجال الغليان oس |
| --------------------- | --------------- |
| غاز نفطي مسال (LPG)   | −40             |
| غاز البوتان           | −12 إلى −1      |
| وقود السيّارات (بترول) | −1 إلى 110      |
| وقود النفّاثات         | 150 إلى 205     |
| كيروسين               | 205 إلى 260     |
| زيت الوقود (فيول)     | 205 إلى 290     |
| الديزل                | 260 إلى 315     |

### الصناعات الكيميائية
تدخل الهيدروكربونات المستخرجة من النفط مواداً أوّلية في الصناعات الكيميائية للحصول على عددٍ من المنتجات النهائية فائقة الأهمّية في الحياة اليومية. فمن الألكينات يمكن الحصول على اللدائن، في حين أنّ الألكانات العليا تستخدم في تحضير زيوت التزليق وتدخل في تركيب الشمع؛ أمّا المركّبات العطرية فتستخدم في الصناعات الكيميائية على اختلافها، مثل صناعة الأدوية والمبيدات والأسمدة وغيرها.

## كيمياء النفط

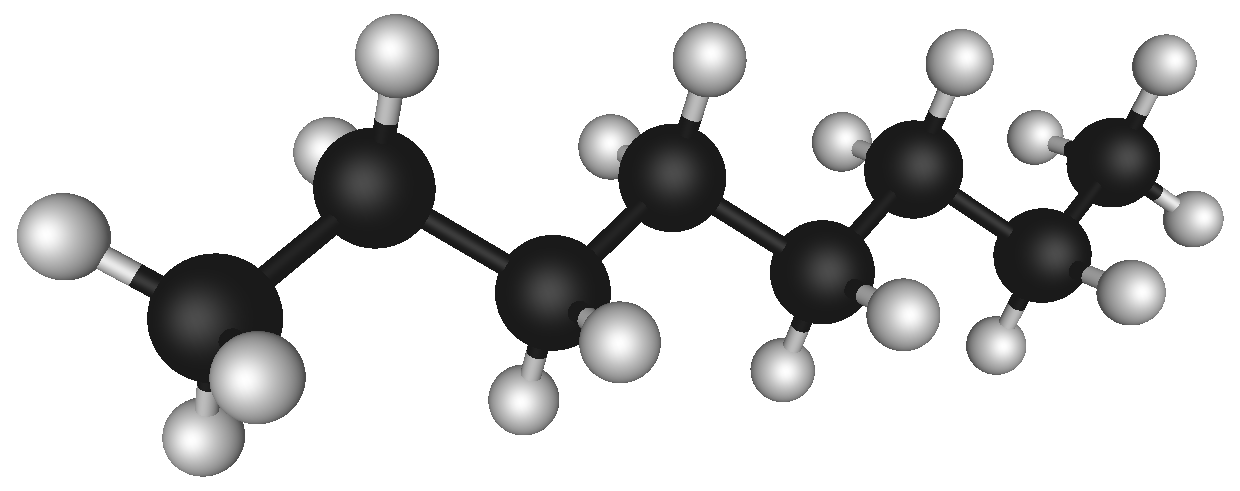
تمثيل فراغي لمركب الأوكتان، وهو أحد الهيدروكربونات الموجودة في النفط. تمثّل الكرات السوداء ذرّات الكربون والبيضاء ذرّات الهيدروجين.

النفط مزيجٌ من عددٍ كبيرٍ من الهيدروكربونات المختلفة، أكثرها شيوعاً هي الألكانات الخطّية (البرافينات) والألكانات الحلقية (النفثينات)، وكذلك الهيدروكربونات العطرية (الأرينات)، بالإضافة إلى وجود نسبة من المركبات الأسفلتية معقّدة التركيب. لكلّ مزيج نفطي تركيبته الخاصّة والمميّزة من الجزيئات المكوّنة، والتي تحدّد بالنهاية خواصّه الفيزيائية العامّة مثل اللون واللزوجة. تختلف نسبة أنماط الهيدروكربونات فيما بينها وتتراوح نسبتها وفق ما يلي:
| هيدروكربون             | المتوسّط | المجال          |
| ---------------------- | ------- | --------------- |
| الألكانات الخطية       | 30%     | 15 إلى 60%      |
| الألكانات الحلقية      | 49%     | 30 إلى 60%      |
| الهيدروكربونات العطرية | 15%     | 3 إلى 30%       |
| أسفلتين                | 6%      | النسبة المتبقّية |

هناك عدة أنواع من الهيدروكربونات حسب درجة الإشباع (أو التشبّع). فالألكانات (أو البرافينات) هي هيدروكربونات مشبعة، أي لا تحوي في بنيتها إلّا على روابط أحادية فقط، صيغتها العامة CnH2n+2 ويمكن أن يكون الهيكل الكربوني فيها إمّا خطـّياً أو متفرّعاً، ويصل عدد ذرّات الكربون فيها إلى 40 ذرّة لكلّ جزيء. الألكانات ذات عدد ذرّات كربون من 1 إلى 4 هي مكوّنات غازية وتدخل في تركيب الغاز الطبيعي المرافق للنفط، والذي يمكن له أن يُشعَل في مصفاة النفط أو أن يُسيَّل. عادةً ما تكرّر الألكانات من البنتان (C5H12) إلى الأوكتان (C8H18) لتصبح من مكوّنات وقود السيّارات؛ أمّا الألكانات العليا من النونان (C9H20) إلى الهكساديكان (السيتان C16H34) فتصبح من مكوّنات الديزل والكيروسين ووقود الطائرات والنفّاثات. أمّا الألكانات العليا ذات عدد ذرّات كربون أكبر من 26 فعادةً ما تكرّر إلى زيت الوقود (فيول) للمحرّكات الضخمة وإلى زيوت تزليق للآليات. مع ارتفاع عدد ذرّات الكربون يتغيّر الطور الفيزيائي للهيدروكربونات من الطور السائل إلى الطور الصلب، لذلك فإنّ الألكانات الأعلى من 25 ذرّة كربون توجد على شكل شمع برافين؛ في حين أنّ الأسفلت يحوي ألكانات أعلى من 35، والتي يمكن أن تكسّر حفزياً إلى هيدروكربونات أصغر ذات أهمّية أكبر؛ أو أن تمزج مع مكونات أخرى لتصنيع الأسفلت المستخدم في تعبيد الطرق.
الألكانات الحلقية (أو النفثينات) هي هيدروكربونات مشبعة أيضاً، إلّا أنّ هيكلها الكربوني يكون على شكل حلقة مغلقة صيغتها العامّة CnH2n، وتشبه في خواصها العامّة نسبياً الألكانات الخطّية؛ أمّا الهيدروكربونات العطرية فهي مركّبات حلقية أيضاً لكنها غير مشبعة، وتتكوّن وحدتها البنائية من حلقة مركب البنزين C6H6؛ وكلّما تعقّدت البنية تغيّرت درجة عدم الإشباع، خاصةً مع اندماج عدّة حلقات بعضها ببعض، مثلما الحال مع مركب الكورونين.
في السابق كان محتوى الكبربت في أنواع النفط الثقيل يحرق بتفاعل أكسدة إلى ثنائي أكسيد الكبريت ومنه إلى ثلاثي أكسيد الكبريت ومن ثَمّ في عمليات كيميائية لاحقة إلى حمض الكبريت على سبيل المثال؛ إلّا أنّ انطلاق الغازات الحمضية إلى المحيط أدّى إلى حدوث ظاهرة الأمطار الحمضية التي عادت بآثار كارثية على البيئة، لذلك تمّ اللجوء إلى عمليات تقليل من محتوى الكبريت في المشتقّات النفطية المختلفة بإجراء معالجات تقنية مثل عملية نزع الكبريت المهدرج أو نزع كبريت غاز العادم.
يمكن التعرّف على الجزيئات المختلفة الموجودة في عيّنة من النفط بالتحليل المخبري، وذلك بإجراء عملية استخلاص بهدف التخفيف من تعقيد البنية بالتقسيم إلى أجزاء مختلفة اعتماداً على الخواص الكيميائية والفيزيائية، ومن بين تلك الوسائل استخدام أسلوب «تجزئة SARA» الذي يقسّم النفط إلى أربع مجموعات يختلف بعضها عن بعض حسب الخواص الكيميائية للمكوّنات وهي: المشبعة (S) والعطرية (A) والراتنجية (R) والأسفلتية (A)؛ والتي يمكن بعدها تحليل كل منها بالوسائل التحليلية المختلفة مثل طرق الاستشراب (الكروماتوغرافيا) سواء منها الغازية أو بالاستشراب السائل رفيع الإنجاز مع استخدام مكشاف مناسب مثل مكشاف تأين اللهب أو مطيافية الكتلة.

## الأثر البيئي
يؤدّي تعرّض النظم البيئية إلى النفط ومشتقّاته إلى تلوّثها، خاصّةً أنّ الهيدروكربونات غير قابلة للامتزاج مع الماء. إنّ معظم الآثار السلبية التي تسبّبها مشتقّات النفط على البيئة هي بشرية المنشأ، إلّا أنّه توجد بعض الحالات النادرة التي تؤدّي إلى وصول النفط إلى الأوساط البيئية بوسائل طبيعية مثل ارتشاح النفط إلى سطح الأرض، أو تشكّل حفر القطران الطبيعية، والتي لا تختلف في آثارها السلبية على البيئة عن النشاطات البشرية، ولكنها ذات نطاق أضيق.
تشمل الآثار السلبية للنفط ومشتقّاته على البيئة كلّ من تحمّض المحيطات والاحترار العالمي بالإضافة إلى التسرّبات النفطية. كما أنّ عملية استخراج النفط يرافقها استخدام مواد كيميائية خاصّة قد تكون ملوثة، وخاصّة في المنصّات البحرية.

### ارتفاع نسبة ثنائي أكسيد الكربون
تعطي المشتقّات النفطية على اختلافها غاز ثنائي أكسيد الكربون CO2 عند احتراقها، والذي ارتفعت نسبته في الغلاف الجوّي في العقود الأخيرة بشكل متصاعد. بما أن غاز CO2 من غازات الدفيئة فتؤدي ازدياد نسبته في الغلاف الجوّي إلى الاحتباس الحراري، والذي تعود معظم انبعاثاته إلى عملية حرق الوقود الأحفوري في النشاطات البشرية المختلفة. كما تحدث أيضاً ظاهرة تحمّض المحيطات، وهي ازدياد حموضتها بسبب امتصاص غاز CO2 من الغلاف الجوّي،
تصل نسبة غاز CO2 في الغلاف الجوي حالياً حوالي 400 جزء في المليون (ppm)، وقد كانت مستوياته ما بين 180 إلى 300 جزء في المليون في مختلف الحقبات الزمنية ما قبل أواخر القرن التاسع عشر. كما أنّ درجة حرارة الأرض في ارتفاع مستمر، ممّا له كبير الأثر على الغطاء الجليدي في المناطق القطبية؛ حيث إنّها في انحسارٍ مستمرّ لذوبانها، ممّا مكّن بالمقابل من اكتشاف حقول نفطية جديدة في تلك المناطق القطبية.

### التسرّب النفطي
عند حدوث التسرّب النفطي على اليابسة يكون الأثر البيئي خطيراً إلّا أنّه قابل للاحتواء بشكل أسهل نسبياً من حدوثه في المسطّحات المائية، في حين أنّ لحوادث التسرّب من ناقلات النفط آثار كارثية على النظام البيئي البحري، إذ يؤدّي التسرّب النفطي إلى القضاء على الحياة البحرية في المنطقة المنكوبة، حيث يتعدّى أثره إلى جميع الكائنات البحرية من طيور وأسماك وثدييات وقشريات وطحالب وغيرها كما حدث في عدّة مناطق من العالم، منها التسرّب النفطي في خليج المكسيك 2010 على سبيل المثال. تتراوح كمّية النفط المتسرّب حسب حجم الكارثة من بعض مئات الأطنان إلى عدّة مئات الآلاف من الأطنان، مثلما كان الحال في حادثة غرق الناقلة أموكوكاديس في المحيط الأطلسي سنة 1978 أو غرق الناقلة أتلانتيك إمبرس بالقرب من الكاريبي سنة 1979.
يصعب احتواء التسرّب النفطي إذ يتطلّب ذلك إمكانيات مادّية وتقنية كبيرة جدّاً، والتقنيات المستخدمة للاحتواء في تطوّر مستمرّ. جرى في الماضي الاستعانة بعددٍ من محاولات الاحتواء التي باءت بالفشل، مثلما كان الحال عندما جرى قصف الناقلة توري كانيون قبالة السواحل البريطانية سنة 1967. يعمد أحياناً لمحاولة التقليل من آثار التسرّب النفطي القيام بسحب النفط من الناقلة الغارقة بالمضخّات مثلما كان عليه الحال في حادثتي ناقلتي النفط بريستيج وإريكا. أظهرت بعض الأبحاث العلمية مقدرة بعض أنواع البكتريا مثل المكوّرات الدقيقة والفَصْلائيات على تحليل بعض المركّبات الكيميائية الموجودة في النفط، وخاصّةً الحلقات النتروجينية مثل البيريدين والبيكولين والكينولين. يستخدم قياس نسبة تركيز الكرات القطرانية لمعرفة مدى انتشار التسرّب النفطي.

### النفايات المشعّة
عند حفر آبار النفط تظهر في الصخور كمّيات من العناصر المشعّة التي تنتمي غالباً إلى سلسلة اضمحلال محدّدة لعنصر مشعّ مثل اليورانيوم أو الثوريوم أو الراديوم أو غيرها. تعرف تلك المواد اختصاراً باسم «المواد المشعّة المتوفّرة طبيعياً» (NORM)؛ وتبرز أثناء عمليات الحفر خطورة تسرّب تلك المواد المشعّة إلى المياه الجوفية. تدعى المياه الجوفية المستخرجة مع النفط اصطلاحاً باسم «مياه الخزان»؛ وهي تحوي على عددٍ من أملاح مختلفة مثل أملاح الباريوم والكالسيوم والسترونتيوم والتي يؤدّي انخفاض الضغط ودرجة الحرارة عند صعودها إلى السطح إلى ترسّبها على شكل قشور من أملاح كبريتات أو كربونات تكون حاوية على آثار من عناصر مشعّة مثل الراديوم. عادةّ ما تترك تلك البقايا من الرواسب والصخور على شكل مخلّفات إشعاعية، وتتفاوت درجة الإشعاع فيها حسب مكان الحفر، ولكن يمكن أن تصل مثلاً في القشور الحاوية على نظير الراديوم 226Ra إلى حوالي 15000 بيكريل لكل غرام. تم توثيق بقايا ومخلّفات إشعاعية في ألمانيا لها نشاط إشعاعي وسطي مقداره 40 بيكريل لكل غرام ملقاةً من غير ترميز ملائم سواء للتخزين أو للنقل. تعدّ هذه المشكلة البيئية مرافقة لعمليات استخراج النفط في كافّة أنحاء العالم، ممّا يتطلّب وضع تشريعات وضوابط ناظمة لها سواء أكانت محلّية أو دولية.

## مستقبل إنتاج النفط
النفط من المصادر الأوّلية غير المتجدّدة والقابلة للنضوب.

### ذروة النفط

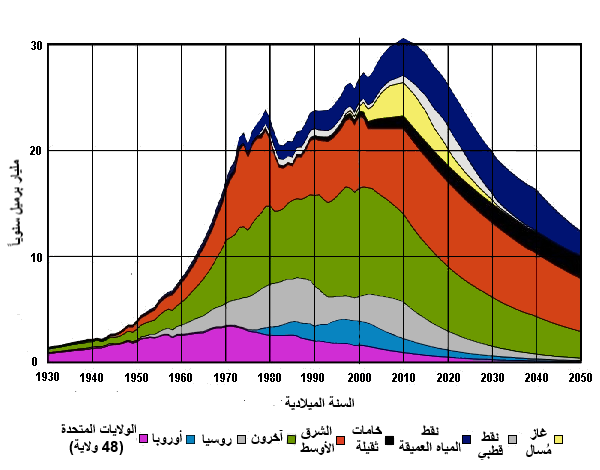
مخطط استقرائي لذروة النفط عالمياً

ذروة النفط هو مصطلح وضعه العالم هوبرت وذلك للإشارة أنّ الإنتاج العالمي للنفط سيبلغ ذروَته في يوم من الأيام ثم سيهبط بمعدّل مماثل لمعدّل صعوده قبل الذروة عند استنفاد المخزون؛ ولهذا المبدأ أهمّية كبيرة لما له من تبعات اقتصادية كبيرة.
رغم وضع هوبرت للمبدأ منذ أواخر ستّينات القرن العشرين، إلّا أنّ الإنتاج النفطي وسطياً في ازديادٍ مستمرٍّ منذ ثمانينات القرن العشرين؛ إذ أنّ المعطيات التي اعتمد عليها هوبرت في وضع تخمينه اختلفت مع مرور الوقت، فالاستكشافات النفطية كانت محدودةً آنذاك، وبناءً على البيانات التي كانت متوفّرة لديه خمّنَ هوبرت أنّ ذروة النفط ستكون حوالي سنة 2006. أصدرت الوكالة الدولية للطاقة بياناً سنة 2010 صرّحت فيه أنّ سنة 2006 كانت بالفعل ذروة الإنتاج النفطي من المصادر التقليدية بمقدار 70 مليون برميل يوميًّا، ثم انخفض بعد ذلك بشكل طفيف إلى 68 أو 69 مليون برميل يوميًّا. رغم ذلك، يمكن القول إنّ الإنتاج النفطي ككلّ لم يبلغ ذروته بعد، وخاصّةً أنّه انزاح إلى أجلٍ أبعد مع تطوّر اكتشاف النفط غير التقليدي.
ليس من السهل التخمين الدقيق لذروة النفط في أيّ منطقة من العالم بسبب صعوبة حساب وتقدير المخزون النفطي، وخاصّةً مع تكتّم الدول عن الإفصاح بدقّة عن المخزون الإستراتيجي النفطي؛ بحيث يصحّ القول إنّ ذروة النفط لا يمكن أن تُستقرأ إنما تُعرَف بعد حدوث انخفاض ملحوظ في إنتاج النفط.

### وسائل غير تقليدية للإنتاج
رغم الازدياد المطّرد في الاستهلاك إلّا أنّ تطوّر وسائل استخراج النفط (مثل تقنيات الاستخراج المحسّن للنفط) وكذلك التطوّر المستمرّ في تقنيات استخراج النفط غير التقليدي أدّى إلى وصول إلى حالة من التوازن الساكن، بحيث إنّ الفجوة بين الاستهلاك والإنتاج بقيت ثابتة نسبياً حتى أواخر العقد الثاني من القرن الحادي والعشرين. اختلف الحساب التقديري لذروة النفط مع تطوير وسائل غير تقليدية لاستخراج النفط مثل الحفر الموجه والتصديع المائي، والتي أدّت إلى ازدياد في إنتاج النفط؛ ممّا ساعد في انخفاض أسعار النفط أواخر سنة 2014.

### الطاقة البديلة
منذ أواخر القرن العشرين جرى الاهتمام بالبحث عن مصادر بديلة للطاقة، والتي تجلّت في تطوير وسائل الطاقة المتجدّدة ذات الميّزات الإضافية الصديقة للبيئة مثل الطاقة الشمسية أو طاقة الرياح أو طاقة المياه أو غيرها وذلك لتوليد الطاقة الكهربائية. بالإضافة إلى ذلك فقد جرى تطوير عدّة أنماط جديدة من الوقود البديل للمركبات مثل المَركبات ذات الوقود المرن التي تستخدم مزائج من الوقود الأحفوري مع أنواع وقود أخرى مثل الديزل الحيوي أو الميثانول؛ أو تلك المَركبات التي تستخدم أنواعاً مختلفة مثل الغاز الطبيعي أو الهيدروجين أو خلايا الوقود؛ كما جرى أيضاً تطوير المَركبات الهجينة مثل المَركبات الكهربائية الهجينة القابلة للشحن الكهربائي إمّا ببطارية داخلية أو من مصدر شحن خارجي.